# 제스투리
제스투리(Gesturi)는 사르데냐어로 Gèsturi라고 불리며, 이탈리아 사르데냐주의 수드사르데냐도에 있는 코무네이다. 칼리아리에서 북쪽으로 약 60 킬로미터 (37 mi), 산루리에서 북동쪽으로 약 20 킬로미터 (12 mi) 떨어진 마르밀라 지역에 위치한다.
제스투리는 다음 코무네와 접한다: 바루미니, 제노니, 제르제이, 이실리, 누라구스, 세추, 투일리.